# Aramides
Aramides is een geslacht van vogels uit de familie van de rallen, koeten en waterhoentjes (Rallidae). Er zijn 8 soorten:
- Aramides albiventris  – Witbuikbosral
- Aramides axillaris  – Roodnekbosral
- Aramides cajaneus  – Cayennebosral
- Aramides calopterus  – Roodvleugelbosral
- Aramides mangle  – Kleine bosral
- Aramides saracura  – Vale bosral
- Aramides wolfi  – Bruine bosral
- Aramides ypecaha  – Reuzenbosral